# Amminopropionitrile
L'amminopropionitrile (o, meno correttamente, aminopropionitrile) è un composto organico con formula bruta C3H6N2. Si tratta di un nitrile monoamminico usato in veterinaria come farmaco antireumatico. Può causare osteolatirismo. L'amminopropionitrile può essere sintetizzato facendo reagire idrossido d'ammonio con acrilonitrile.